# كابريا أغاديرنسيس
كابريا أغاديرنسيس (الاسم العلمي: Capperia agadirensis) هي عثة من فصيلة حاملات الريش المُستوطنة في المغرب.